# ムーンライト・マイル
『ムーンライト・マイル』（原題: Moonlight Mile）は、2002年公開のアメリカ映画である。ブラッド・シルバーリング監督で、アカデミー賞俳優3人と、ハリウッド若手実力派俳優ジェイク・ギレンホールによる映画。
この物語は、監督・脚本のブラッド・シルバーリングの実体験を基にしている。1989年、女優のレベッカ・シェイファーがストーカーによって殺害されるという事件があったが、シルバーリング監督は彼女のボーイフレンドであった。

## ストーリー
1973年、マサチューセッツ州ケープ・アン。結婚式を3日後に控えたダイアナは、発砲事件に巻き込まれて死ぬ。婚約者のジョーは、ダイアナの両親の元に一人残される。ダイアナの両親ベンとジョージョーは、娘を失った悲しみからジョーとの交流によって抜け出そうとしていた。そしてジョーもまた、2人の力になることで悲しみを紛らわそうとしていた。理想の娘婿を演じ自分の役目を果たそうとするジョーだが、2人には言い出せない秘密を抱えていた。

## 登場人物
- ジョー：ジェイク・ギレンホール（吹替：野島健児）

発砲事件によって死んだダイアナの婚約者。ベンとジョーの元に残り2人と暮らす。
- ベン：ダスティン・ホフマン（吹替：仲野裕）

ダイアナの父。死んだ娘の婚約者との新しい親子関係に希望を見出そうとする。
- ジョージョー：スーザン・サランドン（吹替：定岡小百合）

ダイアナの母。周囲の同情を拒否することで悲しみを忘れようとする。
- モナ：ホリー・ハンター（吹替：水落幸子）

発砲事件を担当する検事。
- バーティー：エレン・ポンペオ（吹替：引田有美）

昼間は郵便局、夜はバーでウエイトレスとして働く女性。